# الثرثار (مدينة)
الثرثار مدينة عراقية تتبع إداريا لمحافظة الأنبار تقع على مسافة 20 كيلومترا شمال الرمادي جنوب بحيرة الثرثار. تتبع المدينة مجمعات سكنية كبيرة وأبرزها صدامية الثرثار والسيتاك وكصيبة، ومن الجدير أن هناك منطقة أخرى بالعراق تسمى الثرثار وهي تتبع محافظة صلاح الدين وتقع قرب مدينة سامراء.
تمتلك الثرثار مخزوناً هائلاً من الثروة السمكية فضلاً عن الثروات الحيوانية، تنتج الثرثار حاليا ما يقارب 2,000 طن من الأسماك سنوياً.